# NHK豊見城ラジオ放送所

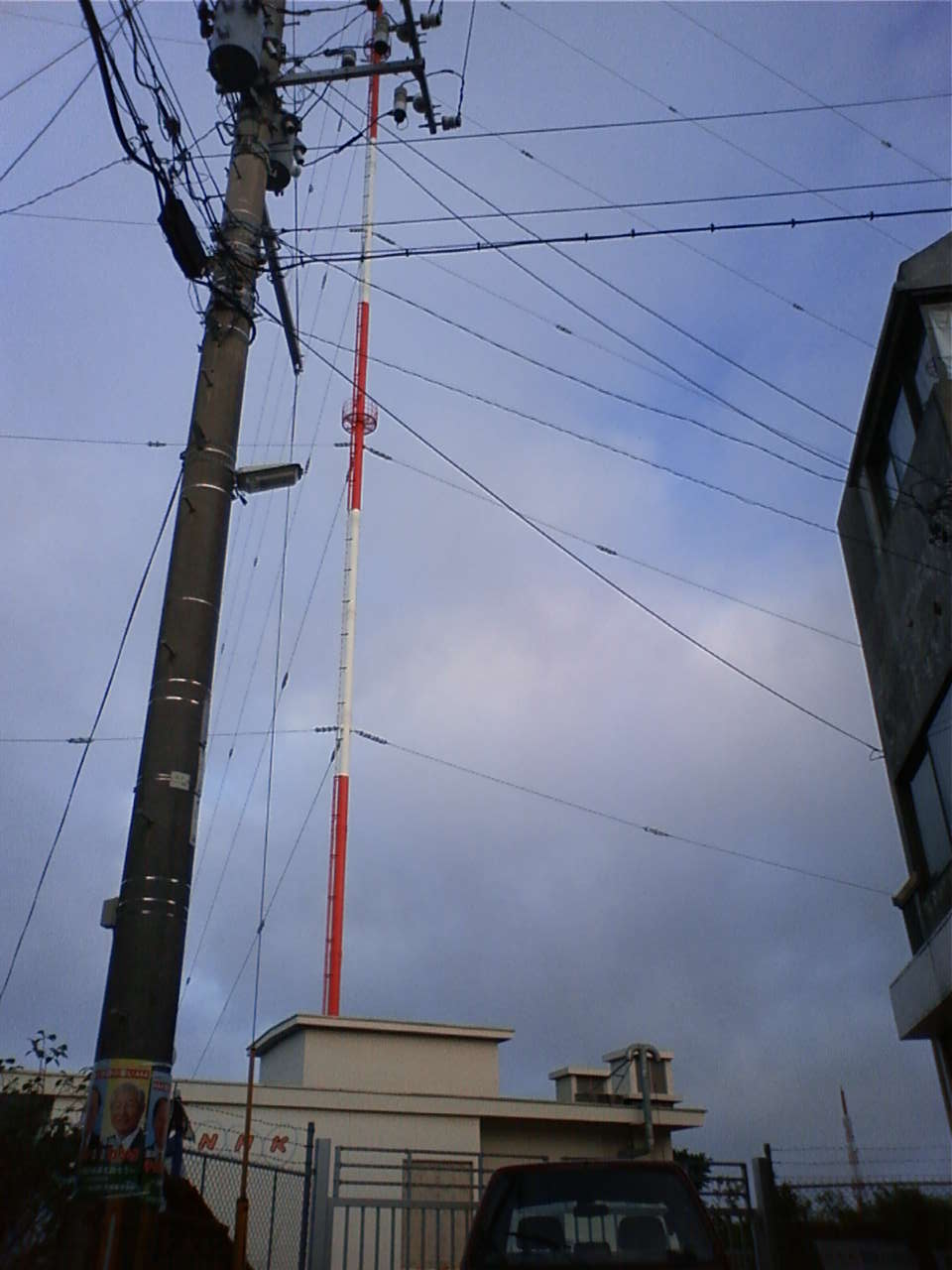
NHK豊見城ラジオ放送所

NHK豊見城ラジオ放送所（エヌエイチケイとみぐすくラジオほうそうじょ）は沖縄県豊見城市にあるNHK沖縄放送局の中波放送送信所。

## 放送区域
沖縄本島と周辺離島に加え、沖縄本島から100km離れた久米島も含まれる（同島にはAMラジオの中継局がない）。

## 施設
豊見城市の住宅密集地に設置されており、国場川や那覇市内、糸満市や八重瀬町を見渡せる高台にある。住宅地内（多くは設置後に住宅が建設された）に囲まれているため、鉄塔は遠くから見えても設置場所は近くに行かないと見つけにくい。周辺にはRBC・QAB嘉数放送所と豊見城高安テレビ・FM送信所がある。

## 沿革
- 1972年6月25日 - 太平洋戦争中に停波されたNHK沖縄放送局のラジオ放送が復活。NHKラジオ第1放送（JOAP・550kc）と第2放送（JOAD・1360kc）の送信所が豊見城村金良に設置、送信開始[1]。
  - 当初は1000万人ラジオ体操が開催される7月1日に再開が予定されていたが、1972年沖縄県知事選挙のために繰り上げされた[2]。
- 1978年11月23日 - AMラジオの周波数一斉変更に伴いラジオ第1が549kHz、第2が1125kHzとなる。

## AMラジオ放送送信設備
| 周波数 （kHz） | 放送局名          | 呼出符号 | 空中線 電力 | 放送対象地域 | 放送区域内世帯数 | 開局日         |
| -------------- | ----------------- | -------- | ----------- | ------------ | ---------------- | -------------- |
| 549            | NHK 沖縄ラジオ第1 | JOAP     | 10kW        | 沖縄県       | -                | 1972年 6月25日 |
| 1125           | NHK 沖縄ラジオ第2 | JOAD     | 10kW        | 全国         | -                | 1972年 6月25日 |

- 所在地は豊見城市金良。
- ラジオ第1放送は、放送区域内の本島中南部地区でも夜間外国からの放送電波の混信があって聴取しにくい。
- 琉球放送（RBCiラジオ）は同市にある嘉数送信所から、ラジオ沖縄（ROK）は南城市大里の大里送信所から、それぞれ送信している。
- また、県内ラジオ・テレビ親局では唯一の支線式鉄塔による送信所である[注 1]。